# アーサー・キット
アーサー・キット（Eartha Kitt、出生名Eartha Mae Keith、1927年1月17日 – 2008年12月25日。アーサ・キットのカナ表記もなされる）は、アメリカ合衆国の歌手、女優、キャバレー・スター。その極めて個性的な歌い方や、1953年のヒット曲「C'est Si Bon」、また、息の長いクリスマスのノベルティ・ヒット「Santa Baby」などによって知られている。オーソン・ウェルズは、キットのことを「世界一エキサイティングな女性」と呼んだ。1960年代のテレビ・シリーズ『バットマン』の最後のシーズン（第3シーズン）で、キットは他の仕事との掛け持ちができなくなったジュリー・ニューマーに代わり、キャットウーマン役を引き継いだ。ディズニーのアニメ映画『ラマになった王様』（2000年）で、キットはイズマ (Yzma) の声を担当した。

## 経歴

### 生い立ち
キットは、本名アーサー・メイ・キース (Eartha Mae Keith) として、サウスカロライナ州コロンビアに近い、オレンジバーグ郡の小村ノース (North) の綿花プランテーションに生まれた。キットの母親は、チェロキーとアフリカ系アメリカ人の血統を引いており、父親はドイツ系ないしはオランダ系の人物だった。キットは、強姦によって生まれた子どもであった。
アーサー（キット）は、アンナ・メイ・ライリー (Anna Mae Riley) というアフリカ系アメリカ人の女性に育てられ、この養母を実母だと信じきっていた。アーサーが8歳のとき、養母は同じアフリカ系の男性と同棲するようになったが、男性は、アーサーの肌の色が比較的白いことを嫌って、養女とすることを拒んだ。このためアーサーは、他の家族に引き取られ、ライリーが没するまでその家で育てられた。その後、アーサーはニューヨーク市のマミー・キット (Mamie Kitt) のもとに送られて、一緒に生活することとなり、この女性が実母だと知ることになった。アーサーは父については、姓はキットといい、おそらくは自分が生まれた農場の持ち主の息子だったのであろうということ以外は何も知らなかった。もっとも、各新聞が報じたキットの訃報によれば、彼女の父は「貧しい綿花農家」であったとされる。

### キャリア初期

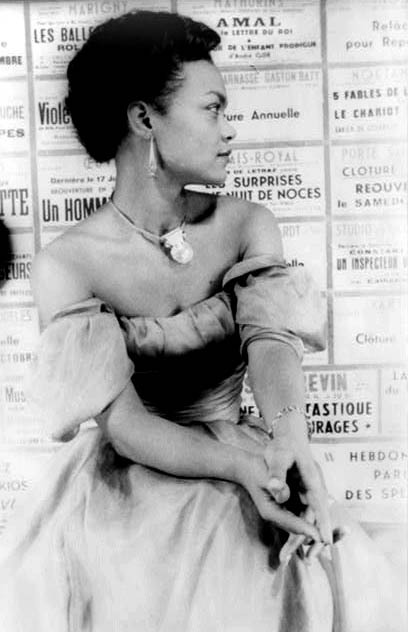
カール・ヴァン・ヴェクテン撮影のキットの写真。1952年10月。

キットのキャリアは、1943年のキャサリン・ダナム舞踊団 (Katherine Dunham Company) への参加から始まり、1948年までこの舞踊団に所属していた。特徴がある声をもった才能豊かな歌手として、キットは、「Let's Do It」、「Champagne Taste」、「C'est Si Bon」（スタン・フリーバーグ (Stan Freberg) はこの曲をもとに有名なバーレスクを制作した）、「Just an Old Fashioned Girl」、「Monotonous」、「Je Cherche Un Homme (I Want A Man)」といったヒット曲を出し、特に1953年にリリースされた「Santa Baby」は重要なヒット作となった。キットのユニークなスタイルは、ヨーロッパで公演を重ねていた数年間でフランス語に堪能になったことで、ますます磨きがかけられた。キットは、公演を英語で行なっていたが、いつも軽くフランス語の感覚が盛り込まれることで、より豊かなものになっていた。キットは4言語を話し、7言語で歌ったが、数多くのキャバレー公演のライブ音源が示すように、それを難なくこなしてみせている。

### 最盛期
1950年、オーソン・ウェルズは、舞台『フォースタス博士』の「トロイのヘレン」役にキットを抜擢し、キットは初めて主役のひとつを演じることになった。その後、キットはレビュー『New Faces of 1952』の舞台に出演し、その後も永く彼女の持ち歌として知られることになった「Monotonous」と「Bal, Petit Bal」を歌った。1954年に20世紀フォックスがこのレビューを映画化し『New Faces』を制作した際、キットは「Monotonous」、「ウスクダラ」、「C'est Si Bon」の3曲を歌った 。ウェルズとキットは、キットが主演した1957年のミュージカル『Shinbone Alley』の公演期間中に関係を持ったのではないかと盛んに噂されたが、2001年6月に『ヴァニティ・フェア (Vanity Fair)』誌のジョージ・ウェイン (George Wayne) のインタビューに応えたキットは、きっぱりとこれを否定し、「私はオーソン・ウェルズとセックスしたことは1度もないわよ」、「一緒だったのは仕事がらみのときだけ、それっきりよ」と語った。1950年代のキットは、このほか『The Mark of the Hawk』 (1957年)、『St. Louis Blues』 (1958年)、『Anna Lucasta』 (1959年) といった映画にも出演した。
キットは、トルコの民謡をもとにした「ウスクダラ」のように、アメリカ合衆国の聴衆にとって異国情緒のあるレパートリーももっていたが、1955年には「証城寺の狸囃子」を、ところどころ日本語を残した英語の歌詞で「Sho-Jo-Ji (The Hungry Raccoon)」としてレコーディングした。

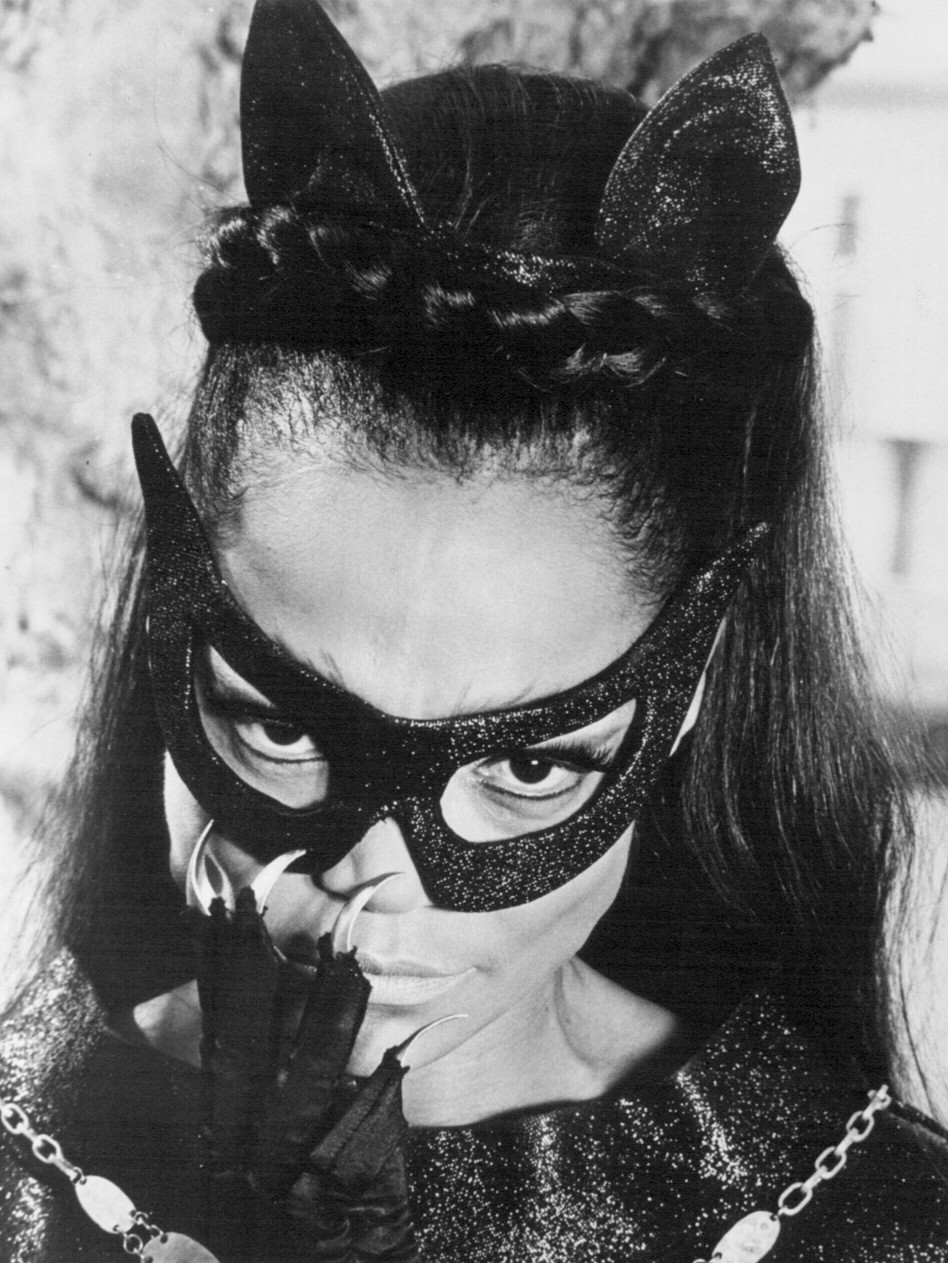
キャットウーマンを演じるアーサー（1967年）

1950年代から1960年代はじめにかけて、キットはレコーディングに加え、映画、テレビ、ナイトクラブへも出演し、ブロードウェイでは『Mrs. Patterson』（1954年 - 1955年）、『Shinbone Alley』（1957年）、短期間で打ち切られた『Jolly's Progress』（1959年）の舞台に立った。1964年には、カリフォルニア州サン・カルロス (San Carlos) のサークル・スター劇場 (Circle Star Theater) の開設を支援した。1960年代後半には、テレビ・シリーズ『バットマン』で、ジュリー・ニューマーからキャットウーマン役を引き継いだ。

### 反戦発言の影響
アメリカ合衆国大統領リンドン・B・ジョンソンの政権下であった1968年、ホワイトハウスでの昼食会で反戦の発言をしたことがきっかけとなり、キットは多くの仕事を失ってしまった。昼食会に招かれたキットは、大統領夫人レディ・バード・ジョンソンにベトナム戦争について尋ねられ、「この国で最高の人たちを、撃たれて、潰されるために送っているんですもの。子どもたちが反抗して、草を吸ったりするのも不思議じゃないわ」と応えたのであった。
やり取りの中で、キットは次のように述べた。
キットの発言に、ジョンソン夫人は涙を流したと言われているが、この発言は順調だったキットのキャリアを大きく狂わせることになった 。世間の評価は極端な賛否に分かれた。合衆国から排斥されたキットは、ヨーロッパやアジアに活動の場を求めるようになった。

### ブロードウェイ
キットは、1978年に、ブロードウェイのスペクタクル・ミュージカル『ティンブクトゥ (Timbuktu!)』（原作となった『Kismet』の舞台をアフリカに移したもの）で、ニューヨークに凱旋した。このミュージカルのある曲には、マホウンという、大麻の調合のレシピを歌うくだりがあり、キットが猫が喉を鳴らすような声で官能的に歌った「長い木のスプーンで掻き混ぜ続ける」というリフレインは、特徴的なものであった。

### 後年

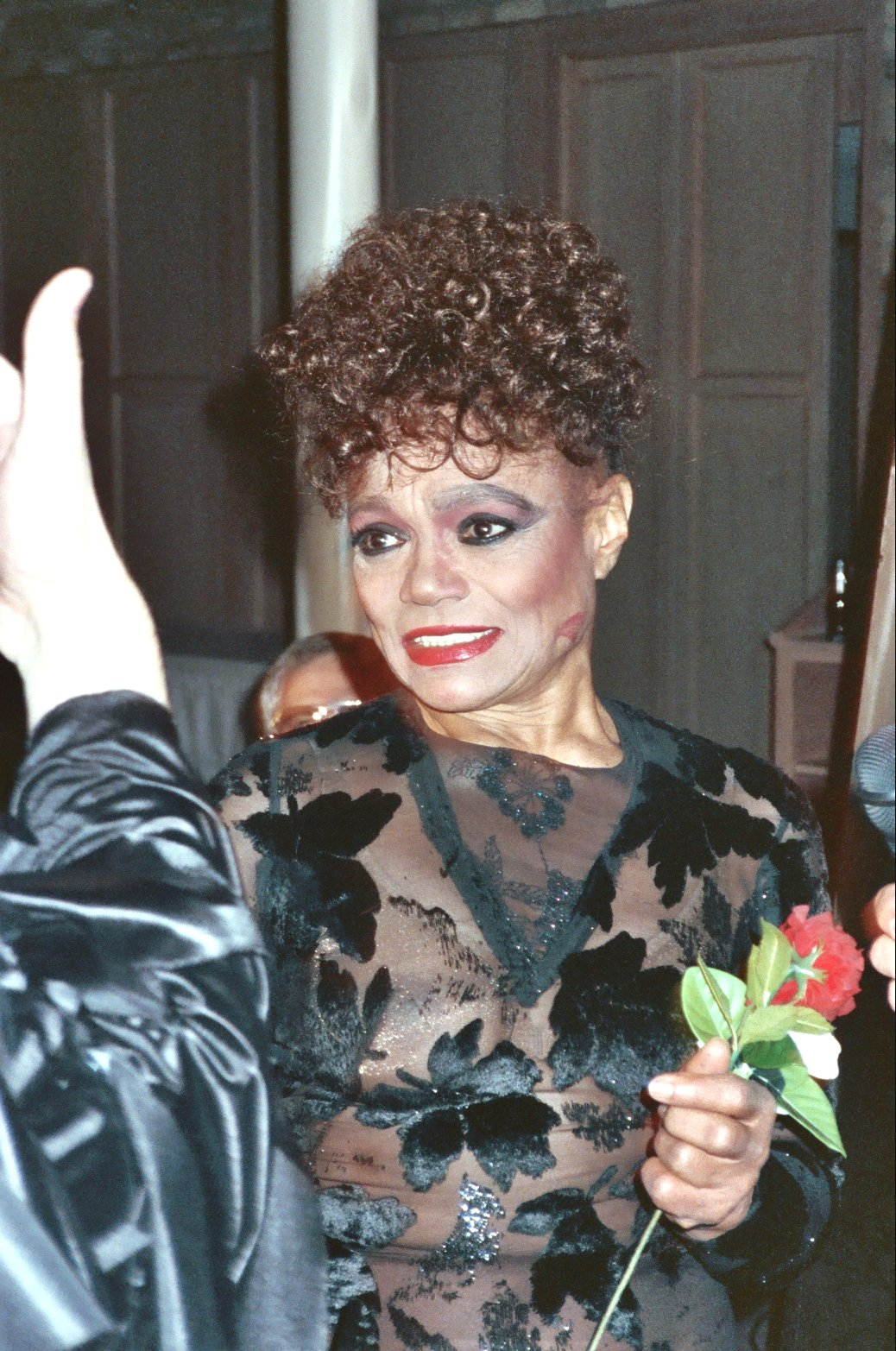
コンサートで歌うアーサー・キット。2006年撮影。

1978年、キットはロック・グループ、スティーリー・ダンのアルバム『彩（エイジャ）(Aja)』のテレビ・コマーシャルに声の出演をした。キットは、『Thursday's Child』（1956年）、『Alone with Me』（1976年）、『I'm Still Here: Confessions of a Sex Kitten』（1989年）と、生涯に3冊の自伝を公刊した。
1984年、キットはディスコ曲「Where Is My Man」のヒットによって音楽チャートに返り咲き、初めてゴールド・ディスクの認定を受けた。「Where Is My Man」は全英シングルチャートでもトップ40入りを果たし、最高36位まで上昇した 。この曲は『ビルボード』誌のダンス・チャート (National Disco Action) でもトップ10入りし、最高7位まで上昇した 。この曲の成功に続いてアルバム『I Love Men』がレコード・シャック (Record Shack) レーベルから発売された。キットは英米にまたがって、ナイトクラブに新しい聴衆を獲得したが、その中にはまったく新しい世代の男性ゲイのファンたちが含まれていた。これに応えてキットは、HIV/AIDS 患者への支援を行なう組織のために、数多くの慈善公演を行なった。アトランティック・エンタテイメント・グループ (Atlantic Entertainment Group)のエージェントであるスコット・シャーマン (Scott Sherman) がプロデュースした1990年の資金集めのイベントでは、キットはジミー・ジェームズ、ジョージ・バーンズと共演した。この舞台では、最初、ジェームズが登場してキットの物真似をし、後からキットが登場してマイクを握るというのが定番の演出であった。この場面では、いつもスタンディング・オベーションが起こっていた。次にヒットしたのは、ブロンスキ・ビートをフィーチャーした1989年の「Cha-Cha Heels」で、当初はディヴァインが歌うはずの曲だったが、イギリスのダンス・クラブで好評を得て、全英チャートを32位まで上昇した。
1991年、キットは、ジム・ヴァーニー (Jim Varney) の子ども向けハロウィン映画『Ernest Scared Stupid』のハックモア老婦人 (Old Lady Hackmore) 役で、スクリーンに復帰した。1992年、エディ・マーフィ主演の映画『ブーメラン』で、エロイーズ夫人 (Lady Eloise) 役を演じた。1990年代後半には、北アメリカを広く巡業した『オズの魔法使い』の一座に加わり、西の悪い魔女役で舞台に立った。1995年には、テレビ・シリーズ『The Nanny』のあるエピソードに本人役で出演し、フランス語で歌い、「シェフィールド氏」と絡んだ。1996年11月には、クイズ番組『セレブリティ・ジェパディ!』にも出演した。2000年には再びブロードウェイで、長続きしなかったマイケル・ジョン・ラキウザ (Michael John LaChiusa) のミュージカル『The Wild Party』で、マンディ・パティンキンとトニ・コレットの相手役を務めた。2000年代後半には、合衆国を広く巡業した『シンデレラ (Cinderella)』の一座に加わり、妖精のおばあさん役で、デボラ・ギブソンやジェイミー＝リン・シグラー (Jamie-Lynn Sigler) と共演した。2003年には、『Nine』でチタ・リヴェラ (Chita Rivera) の代役を務めた。2004年のシーズンにニューヨークのリンカーン・センターで行なわれた『シンデレラ』の特別公演における妖精のおばあさん役を、再演するものであった。
キットは、尋常ならざる役柄を引き受けることもよくあったが、1994年にBBCラジオで『ジャングル・ブック』に登場するインドニシキヘビのカー (Kaa) を演じたのもそのひとつである。キットは、その特徴ある声で、ディズニーのアニメ映画『ラマになった王様』（2000年）で、イズマ (Yzma) の声を担当し、初めてアニー賞を受賞し、さらに同じ役をオリジナルビデオ作品『ラマになった王様2 クロンクのノリノリ大作戦』や、スピンオフのテレビ・アニメ『ラマだった王様 学校へ行こう!』でも担当し、2つのエミー賞と、さらに2つのアニー賞を、2007年から2008年にかけてテレビ・アニメの声優として受賞した。テレビ・アニメ『ジェニーはティーン☆ロボット』では、女王ヴェクサスの声を担当した。
キットは晩年まで、ニューヨークのマンハッタンにあるザ・ボールルーム (the Ballroom) やカフェ・カーライル (the Café Carlyle) といったキャバレー・シーンに、毎年出演し続けていた。
2010年に放送されたアニメ『シンプソンズ』のエピソード「Once Upon a Time in Springfield」では、ピエロのクラスティの昔の（2番目の）妻という設定で、キットがゲスト・スターとして登場するが、このキットの声は本人で、死去する1週間前に収録されたものが使用われている。
2006年10月から12月初めにかけて、キットはオフ・ブロードウェイ・ミュージカル『Mimi le Duck』に出演した。2007年には、独立系の映画『And Then Came Love』で、ヴァネッサ・ウィリアムズと共演している。
2007年8月、キットは、MACコスメティックス (Make-up Art Cosmetics) の「スモーク・シグナル・コレクション」のスポークスパーソンとなった。この機会に、キットは「煙が目にしみる」をレコーディングし直し、この録音はMACのウェブサイトで公開され、また、このコレクションを販売していたMACのすべての店舗で、ひと月にわたって流された。

### 私生活
キットは、化粧品業界の大物チャールズ・レヴソン (Charles Revson) や、銀行家の資産を受け継いだジョン・バリー・ライアン3世 (John Barry Ryan III) と浮き名を流した後、キットは不動産投資会社の幹部だったジョン・ウィリアム・マクドナルド (John William McDonald) と1960年6月6日に結婚した。2人の間にはひとり娘キット・マクドナルド (Kitt McDonald) が1961年11月26日に生まれた。この結婚が1965年に離婚に至った後は、キットは何人かの恋人たちとつきあった。
キットは長くコネチカット州に居住し、何年もの間、ニュー・ミルフォード (New Milford) のメリーオール (Merryall) 地区にある農場の、納屋を改装した家に住みながら、地元リトルフィールド郡  (Litchfield County) 内各地の慈善活動や住民運動にも積極的に関わっていた。その後、ニューヨーク州パウンド・リッジ (Pound Ridge) へ移っていたが、2002年には、娘やその家族の近くに住むため、リトルフィールド郡南部にあるコネチカット州ウェストン (Weston) に転居した。娘のキット・マクドナルドは、1987年にチャールズ・ローレンス・シャピロ (Charles Lawrence Shapiro) と結婚し、ジェイソン (Jason) と レイチェル (Rachel) をもうけている。

### 社会活動家として
キットは、同性愛者の権利を訴えて様々な場面で発言し、同性結婚合法化を公然と支持し、これは公民権の一部であるという信念をもっていた。キットは、「私がそれ（ゲイの結婚）を支持するのは、（ゲイではない）私たちが同じことを求めるからです。もし私にパートナーがいて、私に何かあったとしたら、私たちがともに築いてきたものから得られる利益は残されたパートナーに享受してほしいと思います。これって当然の公民権でしょう?」と述べたとされている。キットはLGBT関係の資金集めイベントに数多く出演し、メリーランド州ボルティモアで行なわれた大規模な集会では、ジョージ・バーンズやジミー・ジェームズと共演した。アトランティック・エンタテイメント・グループのエージェントであるスコット・シャーマンは、「アーサー・キットはファンタスティックだ...こんなに数多くのLGBTイベントに協力して公民権を支援している」と述べている。

### 死去
キットは、大腸癌により、2008年のクリスマスの日に、コネチカット州ウェストンの自宅で死去した。

## おもな受賞とノミネーション
受賞
- 1960年：ハリウッド・ウォーク・オブ・フェーム — 6656 Hollywood Boulevard[21]
- 2001年：アニー賞 映画部門女性声優賞 - 『ラマになった王様』
- 2007年：アニー賞 テレビ部門最優秀声優賞 - 『ラマだった王様 学校へ行こう!』
- 2007年：デイタイム・エミー賞 アニメーション番組優秀出演者賞 - 『ラマだった王様 学校へ行こう!』
- 2008年：アニー賞 テレビ部門最優秀声優賞 - 『ラマだった王様 学校へ行こう!』
- 2008年：デイタイム・エミー賞 アニメーション番組最優秀声優賞 - 『ラマだった王様 学校へ行こう!』
- 2010年：デイタイム・エミー賞 アニメーション番組最優秀声優賞 - 『Wonder Pets!』

ノミネーション
- 1966年：エミー賞 ドラマ主演女優賞 - 『I Spy』
- 1978年：トニー賞 ミュージカル主演女優賞 - 『Timbuktu!』
- 1996年：NAACP イメージ・アワード コメディ・シリーズ助演女優賞 - 『Living Single』
- 2000年：トニー賞 ミュージカル主演女優賞 - 『The Wild Party』
- 2000年：ドラマ・デスク賞 ミュージカル主演女優賞 (Drama Desk Award for Outstanding Featured Actress in a Musical - 『The Wild Party』